# Orestias chungarensis
Orestias chungarensis är en fiskart som beskrevs av Vila och Pinto, 1987. Orestias chungarensis ingår i släktet Orestias och familjen Cyprinodontidae. IUCN kategoriserar arten globalt som sårbar. Inga underarter finns listade i Catalogue of Life.